# Municipio de Riverton (condado de Fremont)
El municipio de Riverton (en inglés: Riverton Township) es un municipio ubicado en el condado de Fremont en el estado estadounidense de Iowa. En el año 2010 tenía una población de 380 habitantes y una densidad poblacional de 4,9 personas por km².

## Geografía
El municipio de Riverton se encuentra ubicado en las coordenadas 40°41′21″N 95°33′29″O / 40.68917, -95.55806. Según la Oficina del Censo de los Estados Unidos, el municipio tiene una superficie total de 77.57 km², de la cual 74,25 km² corresponden a tierra firme y (4,28 %) 3,32 km² es agua.

## Demografía
Según el censo de 2010, había 380 personas residiendo en el municipio de Riverton. La densidad de población era de 4,9 hab./km². De los 380 habitantes, el municipio de Riverton estaba compuesto por el 96,58 % blancos, el 0,53 % eran afroamericanos, el 0,53 % eran asiáticos, el 1,32 % eran de otras razas y el 1,05 % eran de una mezcla de razas. Del total de la población el 2,89 % eran hispanos o latinos de cualquier raza.